# Ін Кьо Чжін
Ін Кьо Чжін (кор. 인교진) — південнокорейський актор відомий перед усім своїми численними другорядними ролями в телесеріалах.

## Біографія
Ін Кьо Чжін народився 29 серпня 1980 року в родині підприємця середньої руки. Взявши сценічне ім'я До Ї Сон, у 2000 році він розпочав свою акторську кар'єру зі зйомок в телесеріалі. У наступному десятилітті він зіграв декілька епізодичних та другорядних ролей в серіалах. Кар'єра молодого актора не йшла надто добре, тож у 2011 році, він вирішив відмовитися від використання псевдоніму та почати зніматись під власним ім'ям. У наступні роки йому вдалося зіграти декілька другорядних ролей в популярних серіалах, таким чином підвищити свою впізнаваність. Першу акторську нагороду принесли йому ролі в комедійних серіалах «Жонглери» та «Почувайся добре, щоб померти». З осені 2020 року Кьо Чжін знімається в мелодраматичному серіалі «Домашня історія кохання».

### Особисте життя
У квітні 2014 року стало відомо що Кьо Чжін та акторка Со Ї Хьон мають намір побратися. Перед тим вони декілька років зустрічалися, також Кьо Чжін та Ї Хьон неодноразово грали подружжя в різних телесеріалах. Весілля відбулося на початку жовтня того ж року. У грудні наступного року в подружжя народилася дівчинка, яку назвали Ха Ин. У 2017 році в подружжя народилася друга донька.

## Фільмографія

### Телевізійні серіали
| Рік       | Назва                                 | Роль                                  | Мережа |
| --------- | ------------------------------------- | ------------------------------------- | ------ |
| 2000      | «Життя в кра»                         | Че Дон                                | MBC    |
| 2001      | «Троє друзів»                         | офіціант ресторану (камео)            | MBC    |
| 2001      | «Як мені бути?»                       | Мін Су                                | MBC    |
| 2001      | «Я хочу бачити твоє лице»             |                                       | MBC    |
| 2003      | «Вітряний ген» (міська драма)         | Чон Гак                               | KBS2   |
| 2003      | «Фея і шахрай»                        | Ко Мін Сан                            | SBS    |
| 2005      | «Тайфун того літа»                    |                                       | SBS    |
| 2006      | «Скільки ж кохання»                   | О Су Чхоль                            | MBC    |
| 2008      | «Мін Чжа, старша сестра Є Чжі»        | Пак Ха Чжін                           | SBS    |
| 2009      | «Королева Сондок»                     | Кім Йон Чхун                          | MBC    |
| 2011      | «Найбільше кохання»                   | чоловік Ха Мі На                      | MBC    |
| 2011      | «Міс аджума»                          | Лі Бьон Чхоль                         | SBS    |
| 2011      | «Якщо прийде завтра»                  | Лі Сон Рьон                           | SBS    |
| 2012      | «Щасливий кінець»                     | Лі Сан Хун                            | JTBC   |
| 2012      | «Мені потрібна романтика 2012»        | Хан Чон Мін                           | tvN    |
| 2012      | «Королівський лікар»                  | Квон Сок Чхоль                        | MBC    |
| 2013      | «Хо Чон, початок історії»             | Кванхе                                | MBC    |
| 2013      | «Добрий лікар»                        | чоловік Лі Су Чжін (12 серія)         | KBS2   |
| 2013      | «Чекаючи кохання»                     | колишній хлопець Ю Йон Є (камео)      | KBS2   |
| 2013      | «Більше і більше» (фестивальна драма) | Те Вон                                | MBC    |
| 2014      | «Хитрість однієї леді»                | чоловік в телепрограмі (1 серія)      | MBC    |
| 2014      | «Сльози неба»                         | Чін Хьон Ун                           | MBN    |
| 2014      | «Народження краси»                    | Кьо Чі Хун                            | SBS    |
| 2015      | «Змусьте жінку заплакати»             | Хван Кьон Чхоль                       | MBC    |
| 2015      | «Підбадьорся!»                        | Ім Су Йон                             | KBS2   |
| 2016      | «Повернення Бек Хі»                   | Хон Ду Сік                            | KBS2   |
| 2016      | «Милий незнайомець і я»               | Лікар швидкої допомоги (1 та 2 серії) | KBS2   |
| 2016      | «Антураж»                             | камео (6 серія)                       | tvN    |
| 2016      | «Моя чарівна леді»                    | власник автосервісу (камео)           | KBS2   |
| 2017      | «Ідеальна дружина»                    | Хон Сам Гю                            | KBS2   |
| 2017      | «Боротьба за свій шлях»               | Кім Ін Кьо (камео)                    | KBS2   |
| 2017      | «Жонглери»                            | Чо Сан Му                             | KBS2   |
| 2018      | «Почувайся добре, щоб померти»        | Кан Ін Хан                            | KBS2   |
| 2019      | «Ласкаво просимо до Вайкікі 2»        | Квак Ха Ні (камео, 5 серія)           | JTBC   |
| 2019      | «Моя країна: Новий час»               | Пак Мун Бок                           | JTBC   |
| 2019      | «Коли квітне Камелія»                 | Хван Ду Сік (камео, 26 серія)         | KBS2   |
| 2020-2021 | «Домашня історія кохання»             | Кім Хвак Се                           | KBS2   |
| 2021      | «Ча-Ча-Ча на узбережжі»               | Чан Йон Гук                           | tvN    |
| 2022      | «Люблю всі ігри»                      | Чу Сан Хьон                           | KBS2   |
| 2023      | «Романтичний гостьовий дім»           | Юк Хо                                 | SBS    |

### Фільми
| Рік  | Назва                | Роль           |
| ---- | -------------------- | -------------- |
| 2002 | «Прихована принцеса» | Су Іль         |
| 2006 | «Святий татусь»      | Лі Чхан Су     |
| 2008 | «Божественна зброя»  | Ін Ха          |
| 2016 | «Настрій дня»        | Дон Ук (камео) |
| 2022 | «Повертайся додому»  | Сан Ман        |

## Нагороди
| Рік  | Нагорода               | Категорія                  | Робота                                     | Результат | Прим.  |
| ---- | ---------------------- | -------------------------- | ------------------------------------------ | --------- | ------ |
| 2018 | 32-га Премія KBS драма | Кращий актор другого плану | «Почувайся добре, щоб померти», «Жонглери» | Перемога  | [ 12 ] |